# Eucelatoria tenella
Eucelatoria tenella är en tvåvingeart som först beskrevs av Henry Jonathan Reinhard 1937.  Eucelatoria tenella ingår i släktet Eucelatoria och familjen parasitflugor.
Artens utbredningsområde är Arizona. Inga underarter finns listade i Catalogue of Life.